# Jump (Van Halen)
Jump è una canzone del gruppo musicale statunitense Van Halen, pubblicata nel dicembre 1983 come singolo di lancio dell'album 1984.
È l'unico singolo del gruppo ad aver raggiunto il primo posto della Billboard Hot 100, che mantenne per cinque settimane consecutive nel marzo 1984. La canzone differisce dallo stile originario dei Van Halen, in quanto guidata da un'orecchiabile riff di sintetizzatore (eseguito su una Oberheim OB-Xa), anche se si caratterizza comunque per un pregevole assolo di chitarra, che è stato definito da Eddie van Halen come il migliore che abbia mai composto.
Jump è una delle canzoni più famose e riconoscibili del gruppo, e ha avuto il merito di introdurre l'utilizzo di tastiere e sintetizzatori in brani hard rock, influenzando diverse band che a partire dalla seconda metà degli anni ottanta troveranno il successo commerciale.

## Antefatti
Il famoso riff di sintetizzatore era stato composto da Eddie van Halen intorno al 1981, ma all'epoca venne rifiutato dagli altri membri della band. Nel 1983, il produttore Ted Templeman chiese a David Lee Roth di prestare maggiore attenzione a quell'idea musicale. Il cantante cominciò dunque ad ascoltare più volte il pezzo, e trovò l'ispirazione per scrivere il testo dopo aver sentito al telegiornale la notizia di uomo che minacciava di suicidarsi lanciandosi da un edificio alto. Il significato delle parole del brano è stato comunque universalmente interpretato come quello di un invito ad amare.
Il cambiamento stilistico intrapreso dal gruppo provocò qualche tensione interna, principalmente tra David Lee Roth (che avrebbe preferito continuare con il tradizionale stile hard rock) e Eddie van Halen (favorevole invece a nuove sperimentazioni elettroniche). Inoltre, in quel periodo Eddie inaugurò il suo studio di registrazione personale, i 5150 Studios, il che avrebbe contribuito ad accrescere il suo potere nelle scelte compositive della musica della band. Questo fu uno dei motivi principali che portarono all'allontanamento di Roth l'anno successivo, a cui favore si schierò anche il produttore Ted Templeman, il quale non sopportava il fatto che Eddie avesse un nuovo studio personale in cui poteva prendere decisioni in totale autonomia. Tutto ciò è stato confermato da Eddie stesso in un'intervista rilasciata alla rivista Rolling Stone nell'aprile 1995.
Nonostante le avversità, Roth e Templeman lavorarono comunque su Jump nel tanto discusso nuovo studio di Eddie. Secondo quanto riportato da Templeman, il brano venne registrato in un'unica ripresa durante un pomeriggio e mixato quella stessa notte.
Eddie van Halen ha affermato di aver preso ispirazione per comporre il riff di sintetizzatore di Jump ascoltando il brano Kiss on My List del duo musicale Hall & Oates.

## Video musicale
Il videoclip di Jump è stato diretto da David Lee Roth. Questo è basato su un concetto semplice, molto simile a quello di diversi video hard rock del tempo. Viene mostrata la band che esegue la canzone in un finto concerto, su uno sfondo nero. Il video ha ricevuto tre candidature durante la prima edizione degli MTV Video Music Awards, trionfando nella categoria Miglior performance in un video.
La versione della canzone usata per il video differisce leggermente da quella presente nell'album. Durante l'assolo di tastiera prima del ritornello finale, si sente (e si vede) David Lee Roth che emette un grido. Lo fece durante la finta esibizione della band per le riprese del video, ed è molto probabile che sovra-incise questo grido principalmente per la versione video, in quanto non è presente nella canzone originale.

## Eredità

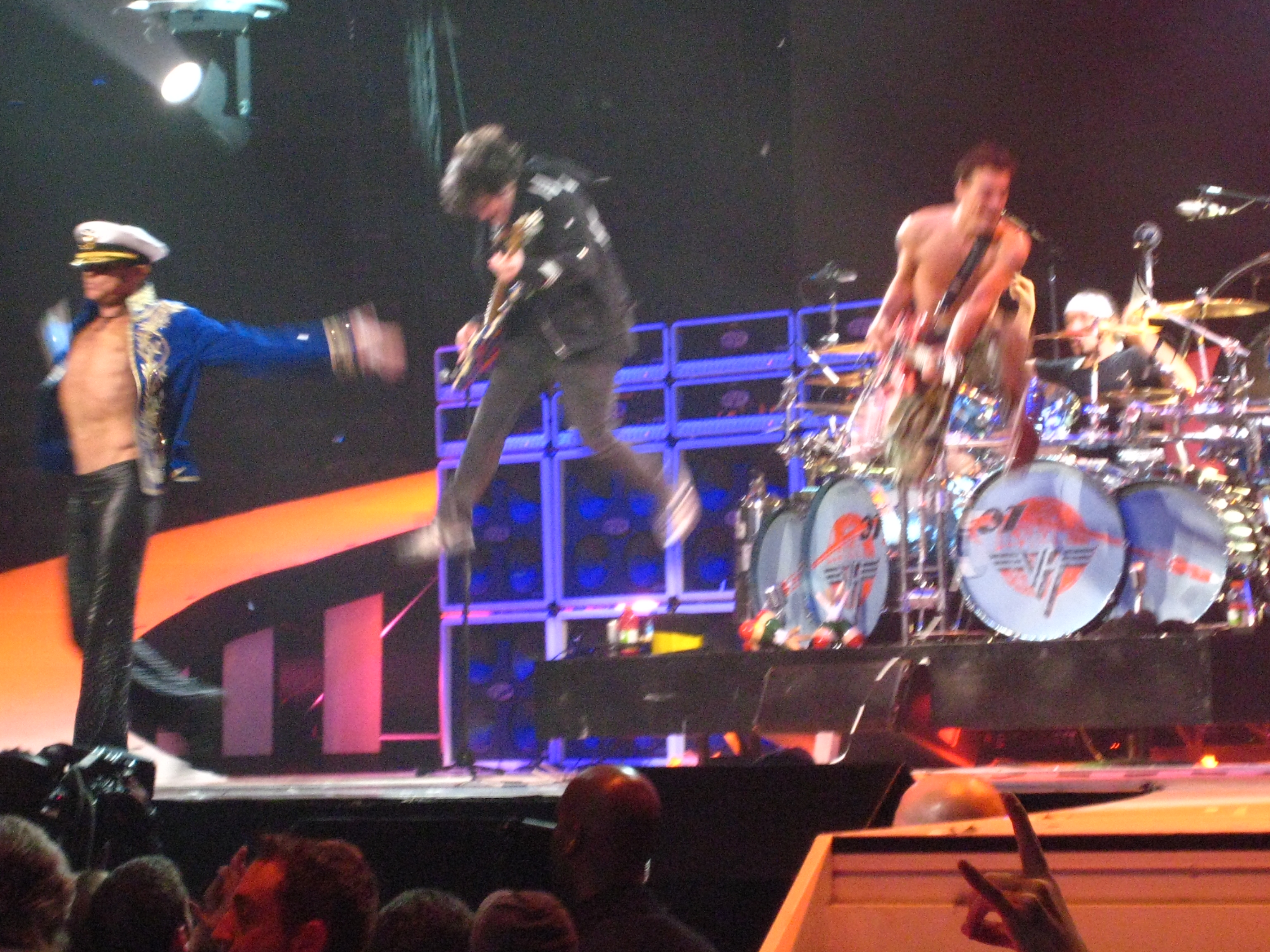
I Van Halen mentre eseguono Jump in concerto nel 2007

- Jump è stata nominata la 15ª più grande canzone degli anni ottanta da VH1.[15]
- Nel 1986 viene utilizzata come brano in sottofondo per la pubblicità dell'hi-fi Pioneer Shelf Digit.
- Il brano è diventato negli anni un sorta di inno sportivo;[11] viene infatti suonato ogni qualvolta che l'A.C. Milan segna un gol nello stadio di casa, il San Siro, all'entrata in campo dei giocatori della Lazio per il riscaldamento allo Stadio Olimpico di Roma, oppure prima delle partite casalinghe dell'Olympique de Marseille e del Brøndby IF. Ultimamente è stata utilizzata anche dalla squadra canadese di hockey su ghiaccio Winnipeg Jets.
- La canzone appare nella colonna sonora del film Big Daddy - Un papà speciale nel 1999.
- Il cantante Paul Anka ha registrato una cover swing del brano, poi inserita nell'album Rock Swings nel 2005.
- Il brano è stato utilizzato nel film Herbie - Il super Maggiolino del 2005.
- È stata eseguita una cover anche dai ragazzi del telefilm Glee, introducendo nuove armonizzazioni ma mantenendo comunque la melodia originale.
- Nel 2013 è stata usata come sigla della trasmissione Jump! Stasera mi tuffo condotta da Teo Mammucari su Canale 5.
- Il brano è stato suonato da Bruce Springsteen il 6 aprile 2014, durante un concerto a Dallas, in Texas.
- Nel 2014 è stata indicata come la 21ª più grande canzone pop metal da Yahoo! Music.[16]
- Il brano è stato utilizzato per il trailer e la scena iniziale del film Ready Player One di Steven Spielberg nel 2018.
- Il brano è stato utilizzato come sigla del programma Dalla strada al palco di Rai 2.

## Tracce
7" Single Warner 929 384-7
1. Jump – 4:04
2. House of Pain – 3:20

12" Single Warner Bros. 92 0181-0
1. Jump – 4:04
2. Runnin' with the Devil – 3:31
3. House of Pain – 3:20

## Formazione
- David Lee Roth – voce
- Eddie van Halen – chitarra, tastiere, cori
- Michael Anthony – basso, cori
- Alex van Halen – batteria

## Classifiche
| Classifica (1984)             | Posizione massima |
| ----------------------------- | ----------------- |
| Australia                     | 2                 |
| Austria                       | 4                 |
| Belgio (Fiandre)              | 28                |
| Canada                        | 1                 |
| Francia                       | 7                 |
| Germania                      | 4                 |
| Irlanda                       | 2                 |
| Italia                        | 2                 |
| Nuova Zelanda                 | 12                |
| Paesi Bassi                   | 34                |
| Regno Unito                   | 7                 |
| Stati Uniti                   | 1                 |
| Stati Uniti (dance club)      | 17                |
| Stati Uniti (mainstream rock) | 1                 |
| Svezia                        | 11                |
| Svizzera                      | 4                 |